# Romolo Cappadonia
Romolo Cappadonia ist ein italienischer Filmregisseur und Schriftsteller.
1978 trat Cappadonia mit dem Film Quando i picciotti sgarrano in Erscheinung, der nur geringe Verbreitung erfuhr. Er übernahm auch eine der Hauptrollen. Daneben widmete er sich der Theaterarbeit und war Autor, auch unter dem Pseudonym „Ranieri d’Altarocca“.

## Filmografie
- 1981: Fantasmi a Messina